# Григорий Врачански
Григорий е български православен духовник, врачански митрополит от 2017 година.  
Браницки епископ на Българската православна църква (2010 – 2017), игумен на Троянския манастир (2011 – 2014), викарий на Софийската митрополия (2014 – 2017). От 19 март до 30 юни 2024 година митрополит Григорий е наместник-председател на Светия Синод на БПЦ-БП и изпълняващ задълженията на Софийски митрополит (след смъртта на патриарх Неофит), до избора на нов Български патриарх.

## Биография
Роден е на 19 септември 1970 година в Ботевград със светското има Красимир Маринов Цветков. Завършва Природоматематическата гимназия в родния си град. През 1995 г. завършва двугодишния паралелен курс на Софийската духовна семинария „Свети Йоан Рилски“. На 17 ноември 1996 г. е замонашен в Хаджидимовския манастир „Свети Георги“ от митрополит Натанаил Неврокопски под името Григорий. На следващия ден е ръкоположен за йеродякон, а през 1997 година – за йеромонах. На 21 декември 1998 г. е възведен в архимандритско достойнство. През 1999 г. завършва Богословския факултет на Атинския университет.
Преминава на послушание в Софийската епархия и на 1 ноември 2007 г. е назначен за протосингел на митрополията. Предложен е от патриарха и софийски митрополит Максим за втори викарий на епархията и Светият Синод, поради нуждите на епархията, го избира за браницки епископ. Ръкоположен е от митрополит Натанаил Неврокопски на 29 октомври 2010 г., в църквата на Троянския манастир „Успение Богородично“, при отбелязването на 96-годишнината на патриарх Максим Български.
На 7 февруари 2011 г. Светият Синод назначава епископ Григорий Браницки за игумен на Троянския манастир от 8 февруари 2011 година. Въдворен е като игумен от митрополит Гавриил Ловчански на 11 февруари 2011 година.
На 30 април 2014 г. Светият Синод освобождава Григорий Браницки от длъжността игумен на Троянския манастир. На 1 май 2014 г. е назначен за викарий на патриарх Неофит Български.
След смъртта на митрополит Калиник Врачански в края на 2016 година, на 5 март 2017 година епархийските избиратели във Враца избират за кандидати за овакантения владишки престол епископите Григорий Браницки и Йеротей Агатополски. На 12 март 2017 година 13-те митрополити на Светия Синод единодушно избират епископ Григорий Браницки за нов врачански митрополит. Посрещнат е от хиляди миряни и е въдворен в епархията си на 18 март 2017 година.
След смъртта на патриарх Неофит Български, на своето заседание на 19 март 2024 г. Светият Синод избира единодушно митрополит Григорий за временен наместник-председател на Светия Синод и изпълняващ задълженията на Софийски митрополит, до избора на нов Български патриарх.